# Bitwa nad Jaksartesem
Bitwa nad Jaksartesem – starcie zbrojne między wojskami Aleksandra Macedońskiego z armią scytyjską stoczone w roku 329 p.n.e. nad Syr-darią, ówcześnie zwaną Jaksartes, prawdopodobnie niedaleko współczesnego miasta Chodżent (Tadżykistan).
Aleksander uznał Jaksartes za północną granicę swego imperium i rozpoczął budowę granicznego miasta. Bunt mieszkańców Sogdiany pod wodzą Spitamenesa został wsparty przez Scytów, którzy zajęli północny brzeg rzeki, czując się pewnie za jej osłoną.
Aleksander z głównymi siłami macedońskimi podążył do miejsca, gdzie starł się z armią scytyjską. Wykorzystując siłę swej artylerii, odepchnął jeźdźców scytyjskich od brzegu ostrzałem z katapult. Następnie przeprawił przez rzekę łuczników i procarzy. Ich zadaniem była osłona kolejnych przechodzących przez rzekę oddziałów piechoty i jeźdźców. Pierwszy oddział, który uderzył na Scytów składał się z lekkozbrojnych i jednego szwadronu najemników, który miał sprowokować Scytów do natarcia i wciągnąć ich w pułapkę. Scytowie nie rozpoznali zasadzki i okrążyli nacierającą grupę. Wówczas uderzyły na nich kolejne oddziały: jeden z nich tworzyli lekkozbrojni, trzy oddziały hetajrów i konni oszczepnicy; drugi, którym dowodził sam Aleksander, składał się z samej jazdy. Uderzenie to uniemożliwiło Scytom okrążenie wroga i ostrzeliwanie go z łuków, zamykając ich między dwiema grupami armii macedońskiej. W związku z tym Scytowie wycofali się, ponosząc bardzo poważne straty. Aleksander ruszył za nimi w pościg, ale dość szybko z niego zrezygnował.